# Groove metal
Il groove metal (noto anche come post-thrash) è un sottogenere dell'heavy metal che ha cominciato a svilupparsi all'inizio degli anni novanta. Tra i gruppi più noti del genere ci sono i Pantera, da molti ritenuti anche gli iniziatori delle sue sonorità.

## Caratteristiche
Dal punto di vista musicale l'influenza più forte sul genere fu certamente esercitata dal thrash metal; a differenza di quest'ultimo, tuttavia, i riff di chitarra veloci vengono alternati a riff stoppati. Un'altra influenza riconosciuta è il death metal, in particolare nelle parti vocali. Tale influenza è riscontrabile in maniera evidente anche nelle parti di batteria, che non di rado sono eseguite in blast beat come nel caso degli Exhorder o dei Pantera. I Sepultura, prima di convertirsi al groove nel 1993 con Chaos A.D., proponevano sonorità molto vicine al thrash e al death metal.
Una terza influenza riscontrabile sui gruppi groove metal è l'hardcore punk, particolarmente forte in Vulgar Display of Power dei Pantera e in Chaos A.D. dei Sepultura, oltre che nel secondo disco dei Machine Head The More Things Change... I critici musicali non sono concordi su quale band abbia per prima sviluppato questo sound: secondo alcuni furono gli Exhorder a rallentare il thrash con il loro debutto Slaughter in the Vatican e a influenzare la successiva carriera dei Pantera, per altri sono stati gli stessi Pantera a plasmarlo con Cowboys from Hell e a produrre gli album più significativi del genere.

## Storia
I primi gruppi groove emersero agli inizi degli anni novanta, influenzati da thrash, death e hardcore punk, anche se già a fine anni ottanta gruppi thrash metal come Metallica e Slayer cominciarono a sperimentare riff più lenti e sincopati nei loro brani (specie nel quarto album dei Metallica ...And Justice for All, del 1988), avvicinandosi a quello che poi sarebbe stato definito "groove metal". Il primo disco groove a tutti gli effetti è universalmente considerato Cowboys from Hell dei Pantera, pubblicato nel 1990, innovativo grazie soprattutto allo stile di chitarra di Dimebag Darrell, violento ma allo stesso tempo caratterizzato da una grande abilità tecnica. In realtà non fu il primo album della band, che già era nata nei primi anni ottanta come gruppo hair metal, spostandosi verso sonorità più estreme solo a partire dal quarto album Power Metal, con l'entrata del cantante Phil Anselmo.
Seguì due anni più tardi Vulgar Display of Power, che eliminò definitivamente qualsiasi influenza di heavy metal classico e presentò uno stile ancora più aggressivo e innovativo. L'album ha avuto un notevole successo internazionale, ed è stato spesso incluso nelle classifiche dei migliori album heavy metal di sempre. 
Ben presto, sulla scia del successo di Cowboys from Hell e Vulgar Display of Power, si formò una schiera di altre band: i Sepultura, attivi già dalla metà degli anni ottanta come gruppo thrash/death, passarono al groove nel 1993 con Chaos A.D., che ottenne ottime recensioni. Tre anni dopo il gruppo pubblicò Roots, in cui fondeva groove, musica popolare brasiliana e influenze nu metal derivate dai Korn. Subito dopo i Sepultura fu la volta dei Machine Head, band guidata da Robb Flynn, veterano della scena thrash che aveva già suonato nei Vio-lence: con il loro debutto Burn My Eyes del 1994 il gruppo realizzò uno dei più importanti album groove metal.
Questa prima ondata di gruppi groove terminò fra la fine degli anni novanta e i primi anni duemila: i Pantera pubblicarono il loro ultimo disco, Reinventing the Steel, nel 2000, per poi sciogliersi nel 2003; i Machine Head si spostarono verso il più commerciale nu metal con The Burning Red, mentre i Sepultura persero il loro cantante e chitarrista Max Cavalera e virarono verso l'hardcore.
Tuttavia nello stesso periodo il groove metal ebbe una pesante influenza sul nu metal e sul metalcore. All'interno di quest'ultimo movimento e della New wave of American heavy metal si sviluppò infatti una nuova ondata di gruppi groove, trainata da band come Lamb of God, Throwdown, Soulfly, DevilDriver e Byzantine. Il genere continua a essere popolare anche negli anni 2010 e 2020, grazie, oltre ai già citati Lamb of God e Machine Head, al gruppo musicale francese Gojira, che lo ripropone in una forma più influenzata dal progressive metal e dal death metal e che ha riscosso numerosi apprezzamenti sia di critica che di pubblico.